# Мджарр
35°55′11″ пн. ш. 14°21′59″ сх. д. / 35.919722222222° пн. ш. 14.366388888889° сх. д.
Мджарр або Імджарр (мальт. Mġarr, Imġaomzatk, раніше відомий як Мджарро, сиц. Mgiarro) — містечко на північному заході острова Мальта, на захід від р. Моста. Розташоване в ізольованому регіоні, оточеному великою кількістю ферм і виноградниками. Населення, за станом на 2005 р., становило 2995 осіб, більшість займається сільським господарством.
На території Мджарра знаходяться дві важливі доісторичні археологічні пам'ятки: добре збережений Та' Хаджрат в полі поблизу центру селища, а також Скорба, розкопана 1963 року, яка розташована неподалік від містечка.